# Susan Landau Finch
 (septembre 2018).
Susan Landau Finch est une productrice, scénariste et réalisatrice américaine, née le 13 août 1960 à Los Angeles.

## Biographie
Susan Landau Finch est la fille des acteurs Martin Landau et Barbara Bain et la sœur de l’actrice Juliet Landau.
Elle a une compagnie de cinéma indépendante appelée Wildwell Films, basée à Los Angeles.
Elle est mariée à Henry LeRoy Finch depuis 1999.